# ميخائيل روبرتسون
ميخائيل روبرتسون (بالإنجليزية: Michael Robertson)‏ هو لاعب كرة مضرب أمريكي، ولد في 2 يوليو 1963 في جوهانسبرغ في جنوب أفريقيا.